# Charlie Webster
Charles Clive Webster (Kingston upon Thames, 31 gennaio 2004) è un calciatore inglese, centrocampista del Burton Albion.

## Carriera

### Club
Webster è cresciuto nel settore giovanile del Chelsea dove ha iniziato a giocare nel 2013 all'età di undici anni. Nel 2021 al compimento dei 17 anni ha firmato un contratto con i Blues e nel 2020 è stato classificato fra i 20 giocatori più promettenti nati nel 2004 appartenenti a club di Premier League.
Nel gennaio 2023 ha rinnovato il suo contratto con il Chelsea per un'ulteriore stagione, e sei mesi dopo è passato in prestito all'Heerenveen.
Il 20 agosto 2023 ha fatto il suo debutto assoluto fra i professionisti nella trasferta di Eredivisie vinta 2-0 sul campo dell'Utrecht ed il 2 settembre successivo ha realizzato la sua prima rete in carriera contro il Go Ahead Eagles, incontro perso 3-2 nel quale è stato espulso nel secondo tempo.
A fine stagione, dopo 13 presenze ed una rete nella prima divisione olandese, rientra al Chelsea, che lo cede a titolo definitivo nella terza divisione inglese al Burton Albion.

### Nazionale
Ha giocato nelle nazionali giovanili inglesi Under-16, Under-18, Under-19 ed Under-20.

## Statistiche

### Presenze e reti nei club
Statistiche aggiornate al 12 novembre 2023.
| Stagione        | Squadra         | Campionato      | Campionato | Campionato | Coppe nazionali | Coppe nazionali | Coppe nazionali | Coppe continentali | Coppe continentali | Coppe continentali | Altre coppe | Altre coppe | Altre coppe | Totale | Totale | Totale |
| Stagione        | Squadra         | Comp            | Pres       | Reti       | Comp            | Pres            | Reti            | Comp               | Pres               | Reti               | Comp        | Pres        | Reti        | Pres   | Reti   |        |
| --------------- | --------------- | --------------- | ---------- | ---------- | --------------- | --------------- | --------------- | ------------------ | ------------------ | ------------------ | ----------- | ----------- | ----------- | ------ | ------ | ------ |
| 2023-2024       | Heerenveen      | ED              | 5          | 1          | CO              | 0               | 0               |                    | -                  | -                  |             | -           | -           | 5      | 1      |        |
| Totale carriera | Totale carriera | Totale carriera | 5          | 1          |                 | 0               | 0               |                    | -                  | -                  |             | -           | -           | 5      | 1      |        |